# Normalwahl
Die Normalwahl ist ein Konzept der Wahlforschung, das 1966 von dem amerikanischen Politikwissenschaftler Philip E. Converse vorgestellt wurde und dem sozialpsychologischen Ansatz zur Erklärung des Wahlverhaltens folgt. Das Konzept wurde 1981 von Morris P. Fiorina in einem politökonomischen Modell überarbeitet.
Eine Normalwahl ist ein fiktives Wahlergebnis, das vorliegt, wenn das Ergebnis einer Wahl mit der Verteilung der langfristigen Parteibindungen – der Parteiidentifikation – des Wahlvolkes übereinstimmt. Die Parteiidentifikation gilt im sozialpsychologischen Ansatz als bestimmend und sowohl Sach- als auch Kandidatenorientierungen als vorgelagert. Es ist von einer „psychischen Parteimitgliedschaft“ auszugehen. Mit der Normalwahl sollen kurzzeitige Einflüsse auf das Wählerverhalten so wie taktisches Wählen aus der Analyse ausgeschlossen werden.

## Anwendung
Um das Konzept in der Wahlforschung, unter anderem zur Projektion zukünftiger Wahlereignisse, einzusetzen, entwickelte Converse ein Verfahren eine Normalwahl zu berechnen. Das Verfahren konnte sich nicht durchsetzen. 1979 wies Christopher Achen nach, dass in dem Verfahren kurzzeitige Einflüsse unterschätzt werden. Die Berechnung einer Normalwahl für eine Projektion ist im Vergleich zu Wahlabsichtsbefragungen, wie sie von Meinungsforschungsinstituten erhoben werden, mit erheblichem Aufwand verbunden.
In Deutschland wurde das Konzept mehrfach angewendet. Den ersten erfolgreichen Versuch unternahm Jürgen W. Falter 1977. In der empirischen Sozialforschung hat sich die Frage nach der Parteiidentifikation seither zu einem Standardinstrument entwickelt. Der übliche Wortlaut ist: „Viele Leute in der Bundesrepublik neigen längere Zeit einer bestimmten Partei zu, obwohl sie ab und zu einmal eine andere Partei wählen. Wie ist es bei Ihnen? Neigen Sie – ganz allgemein gesprochen – einer bestimmten politischen Partei zu? Wenn ja, welcher?“
Thomas Plischke und Hans Rattinger verglichen 2009 die Ergebnisse von 1459 Wahlprojektionen in Deutschland zwischen 1994 und 2005 mit Ergebnissen einer Normalwahlberechnung. Die Parteiidentifikation setzten sie dabei in ein Verhältnis zur Wahrscheinlichkeit der Wahlbeteiligung. Je stärker die Parteiidentifikation, desto wahrscheinlicher ist die Teilnahme an der Wahl und desto unwahrscheinlicher ist die Dominanz von Kurzzeiteinflüssen bei der Wahlentscheidung. Die Ergebnisse der Normalwahl zeigten im gesamten Untersuchungszeitraum geringere Schwankungen als die Projektionen der Meinungsforschungsinstitute und lagen jeweils näher an den Ergebnissen der Bundestagswahlen.